# Вулиця Дівоча (Тернопіль)
Вулиця Дівоча — вулиця в житловому масиві «Східний» міста Тернополя.

## Відомості
Розпочинається від вулиці Татарської, пролягає на південний схід до вулиці Антона Манастирського, де і закінчується. Рух по вулиці односторонній — від вулиці Татарської до вулиці Манастирського. На вулиці розташовані переважно приватні будинки.

## Дотичні вулиці
Лівобічні: Івана Підкови, пров. Дівочий

## Транспорт
На вулиці розташована зупинка громадського транспорту, до якої курсує автобусний маршрут №12.